# Bougouni (Kreis)

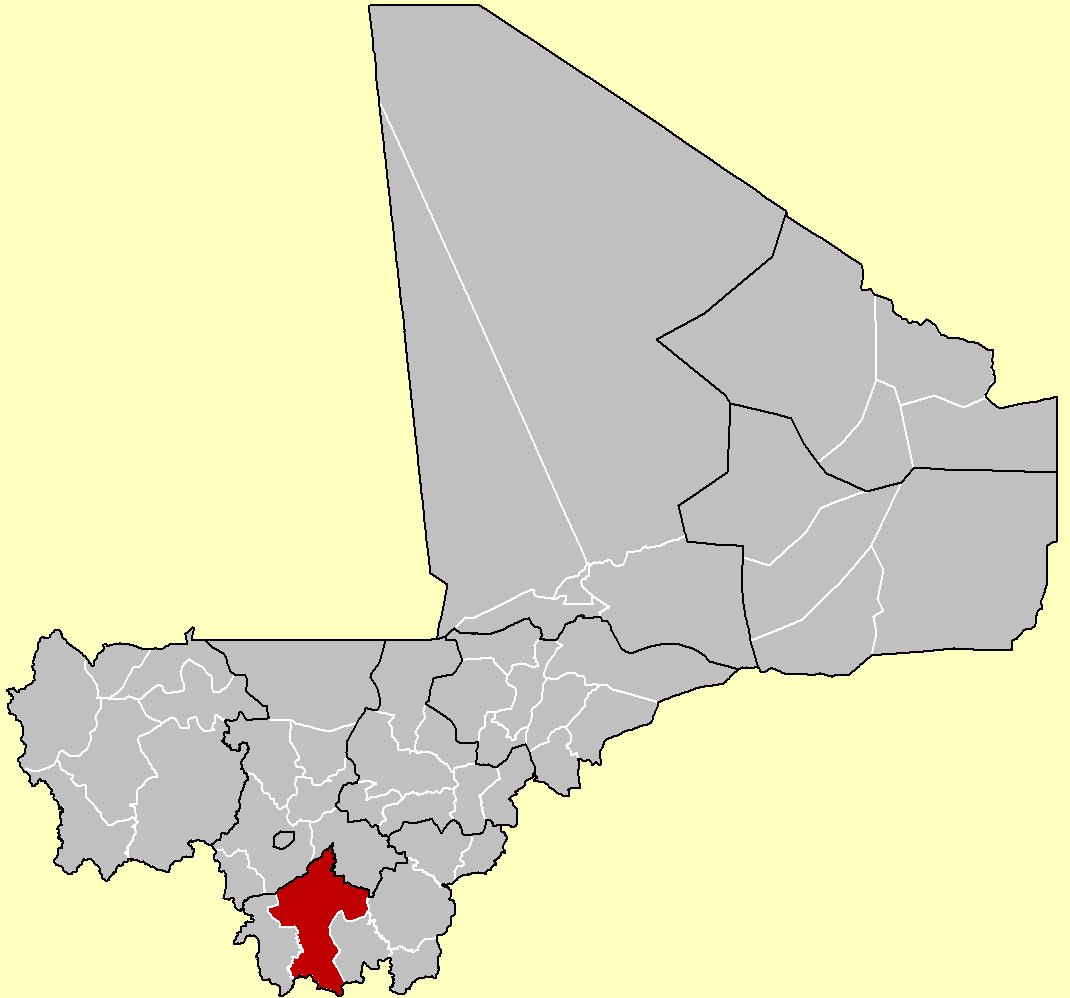
Kreis Bougouni

Bougouni ist der Name eines Kreises (franz. cercle de Bougouni) in der Region Sikasso in Mali.
Der Kreis teilt sich in 26 Gemeinden, die Einwohnerzahl betrug beim Zensus 2009 459.509 Einwohner. (Zensus 2009)
Gemeinden: Bougouni (Hauptort), Bladié-Tiémala, Danou, Débélin, Défina, Dogo, Domba, Faradiélé, Faragouaran, Garalo, Kéleya, Kokélé, Kola, Koumantou, Kouroulamini, Méridiéla, Ouroun, Sanso, Sibirila, Sido, Syen Toula, Teimala Banimonotié, Wola, Yinindougou, Yiridougou, Zantiébougou.